# Licania microphylla
Licania microphylla är en tvåhjärtbladig växtart som beskrevs av Fanshawe och Bassett Maguire. Licania microphylla ingår i släktet Licania och familjen Chrysobalanaceae. Inga underarter finns listade i Catalogue of Life.